# Dejan Zukić
Dejan Zukić, né le 7 mai 2001 à Bački Jarak en Serbie, est un footballeur serbe qui évolue au poste de milieu offensif au Wolfsberger AC.

## Biographie

### Vojvodina Novi Sad
Né à Bački Jarak en Serbie, Dejan Zukić est formé par le Vojvodina Novi Sad. Pendant le mois de décembre 2018 il fait un essai à l'AS Monaco avant de retourner dans son club initial. Il signe son premier contrat professionnel le 19 mars 2019 avec le Vojvodina Novi Sad. C'est avec ce club qu'il fait ses débuts en professionnel, le 30 mars 2019. Ce jour-là, il entre en jeu lors d'un match de championnat remporté par son équipe sur le score de trois buts à un contre le FK Dinamo Vranje. Il s'illustre en délivrant une passe décisive sur le dernier but de la partie. 
Le 19 mai 2019, il inscrit son premier but en professionnel lors d'un match de championnat face au FK Čukarički. Les deux équipes font match nul ce jour-là (1-1).

### Wolfsberger AC
Le 9 juillet 2024, Dejan Zukić prend la direction de l'Autriche afin de s'engager en faveur du Wolfsberger AC pour un contrat de trois ans, soit jusqu'en juin 2027,.
Dès son premier match il s'illustre en marquant son premier but pour le club, le 3 août 2024, lors de la première journée de la saison 2024-2025 de première division autrichienne face à l'Austria Klagenfurt. Il est titularisé et participe à la victoire de son équipe par quatre buts à un.

### En sélection
Le 11 octobre 2019 Dejan Zukić inscrit un but et délivre deux passes décisives avec les moins de 19 ans lors de la large victoire des Serbes contre la Lituanie (8-0).
Dejan Zukić joue son premier match avec l'équipe de Serbie espoirs le 30 mars 2021, lors d'un match amical face à la Turquie. Il entre en jeu à la place de Ivan Milosavljević et son équipe s'impose par un but à zéro.

## Palmarès
- Vojvodina Novi Sad
  - Vainqueur de la coupe de Serbie en 2020.